# ニューポートニューズ市長
ニューポートニューズ市長はバージニア州ニューポートニューズの首長。
| 任期                           | 氏名                                  |
| ------------------------------ | ------------------------------------- |
| 2010年7月1日 - 現在            | マッキンリー・L・プライス             |
| 1996年7月1日 - 2010年6月30日   | ジョー・ S・フランク                  |
| 1990年7月1日 - 1996年6月30日   | バリー・E・デュバル                   |
| 1986年7月1日 - 1990年6月30日   | ジェシー・M・ラッリー                 |
| 1976年7月1日 - 1986年6月30日   | ジョセフ C・リッチー                  |
| 1974年7月1日 - 1976年6月30日   | ハリー・イー・アトキンソン            |
| 1970年7月1日 - 1974年6月30日   | J・ウィリアム・ホーンズビー           |
| 1962年7月1日 - 1970年6月30日   | ドナルド・M・ハイアット               |
| 1958年7月1日 - 1962年6月30日   | オスカー・J・ブリティンハム・ジュニア |
| 1956年9月1日 - 1958年6月30日   | ロバート・B ・スミス                  |
| 1956年9月1日-1956年1月16日     | アルフレッド・ M・モンファルコーネ    |
| 1942年2月16日 - 1955年12月20日 | R・コールズ・テイラー                 |
| 1940年9月3日 - 1942年2月13日   | T・パーカー・ホスト・シニア           |
| 1936-1940                      | B・G・ジェームズ                      |
| 1932-1936                      | リチャード・W・ウェスト               |
| 1930-1932                      | ハリー・レイナー                      |
| 1926-1930                      | トーマス・B ・ジョーンズ              |
| 1924-1926                      | チャールズ・C・スミス                 |
| 1920-1924                      | フィリップ・W・ヒデ                   |
| 1916年9月1日 - 1920年9月1日    | アラン・A・モス                       |
| 1912年9月1日 - 1916年9月1日    | バーナード・B・セムス                 |
| 1908年9月1日 - 1912年9月1日    | メアリアス・ジョーンズ                |
| 1904年9月1日 - 1908年9月1日    | サミュエル・R・バクストン             |
| 1898年9月1日 - 1904年9月1日    | アラン・A・モス                       |
| 1896年11月 - 1898年9月1日      | ウォルター・A・ポスト                 |
| 1896年7月-1896年11月           | アラン・A・モス                       |